# Strrraszna historia
Strrraszna historia – seria książek dla dzieci i młodzieży londyńskiego wydawnictwa Scholastic Ltd., wydawana w Anglii od 1993. W Polsce wydawana od 1997 przez wydawnictwo Egmont. Seria z humorem opisuje historię świata i Polski. Przeznaczona głównie dla czytelników w wieku 8-14 lat.
Wspólna nazwa Strrraszna historia, używana w Polsce, obejmuje książki, które w oryginale w języku angielskim były wydawane w kilku seriach:
- Horrible History – Strrraszna historia
- Horribly Famous – Strrraszne sławy
- Dead Famous – Sławy z krypty
- Ukazały się też tomy dostępne tylko w Anglii.

## Autorzy
- Terry Deary – autor wszystkich książek tej serii (poza wydaniami o Polsce). Jego ilustratorami są Martin Brown i Philip Reeve
- Małgorzata Fabianowska i Małgorzata Nesteruk – piszą wspólnie książki na temat historii Polski. Ilustratorem jest Jędrzej Łaniecki
- Alan MacDonald – autor książek z serii Dead Famous. Ilustrator – Philip Reeve
- Książki z serii Horribly Famous pisane były przez wielu różnych autorów.
- Tomy wydane tylko w Anglii :
- 1. Rowdy Rewolutions : Amerika (Wojna o niepodległość Ameryki. Tytuł z podserii „Hałaśliwe Rewolucje”).
- 2. The Silly Chilly Cold War (Zimna Wojna).
- 3. The Ingenious Italians (Włoski Renesans).
- 4. Nasty Knights & Crazy Crusaders (Rycerze i krucjaty).
- 5. The Georgs Vs. Napoleon (Wojny napoleońskie).
- 6. The Sclings Samurai (Japońscy samuraje).
- 7. The 'Orrible Ottoman's Empire (Imperium Otomańskie).
- 8. Rowdy Rewolutions : Russja (Komunistyczne rewolucje Rosji. Tytuł z podserii „Hałaśliwe Rewolucje”.
- 9. The Jumbled German's (Niemcy).
- 10. The Amazing Africas (Afryka).
- 11. The Increbidle India (Indie).
- 12. Revolting Rebellionns : Europe (Rewolucje europejskie. Tytuł z podserii „Hałaśliwe Rewolucje”.
- 13. Cheeky Chinesse (Chiny).
- 14. America's Very Uncivil War (Amerykańskie wojny cywilów).
- 15. The Terrifi'c Pacific (Wyspy Pacyfiku).
- 16. The Irate Irelands (Irlandia).
- 17. Revolting Rebelions : South Americ (Rewolucje Ameryki Południowej. Tytuł z podserii „Hałaśliwe Rewolucje”.
- 18. Cruel Colonias (Brytyjskie kolonie).
- 19. The Awesome Aussies (Australijskie kolonie i Aborygeni).
- 20. The Scary Scots and Picts (Szkoci i Piktowie).
- 21. The Super South Africa (Afryka Południowa).
- 22. The Amazing Americans (Stany Zjednoczone XIX wieku i lat 20 XX wieku).
- 23. The Terryfying Trojans (Troja).
- 24. The Wild Welsh (Walia).
- 25. The Busy Bizantines (Cesarstwo Bizantyjskie).
- 26. The Eleganst Edwardians (Epoka Edwardiańska).
- 27. Potty Portugal (Portugalia).
- 28. The Awesome North American Indians (Indianie Ameryki Północnej).
- 29. The Marauding Mongols (Mogołowie i Mongolia).
- 30. The Geourgs Georgians : Policeman & Cryminalist (Policja i złodzieje).
- 31. The Bizarre Tsars (Rosyjscy carowie).

## Tomy i tematyka tomów
1. Ci odjazdowi jaskiniowcy – tom poświęcony czasom prehistorycznym
2. Ci paskudni Aztekowie – tom poświęcony cywilizacji Azteków.
3. Ci niewiarygodni Inkowie – tom poświęcony cywilizacji Inków.
4. Ci koszmarni Celtowie – tom poświęcony cywilizacji celtyckiej.
5. Ci niesamowici Egipcjanie – tom poświęcony cywilizacji starożytnego Egiptu.
6. Ci rewelacyjni Grecy – tom poświęcony cywilizacji starożytnej Grecji.
7. Ci wredni Rzymianie – pierwszy tom poświęcony cywilizacji starożytnego Rzymu.
8. Okrutni Rzymianie – drugi tom poświęcony cywilizacji starożytnego Rzymu.
9. To okropne średniowiecze – tom poświęcony epoce średniowiecza.
10. Groźni rycerze w ponurych zamczyskach – tom poświęcony rycerzom i zamkom.
11. Ci okrutni Wikingowie – tom poświęcony wikingom.
12. Narwani Normanowie – tom poświęcony Normanom (z podserii „Wielka Brytania”).
13. Leonardo Da Vinci i jego supermózg – tom poświęcony Leonardowi da Vinci.
14. Trudne czasy Tudorów – tom poświęcony dynastii Tudorów (z podserii „Wielka Brytania”).
15. Szemrane czasy Stuartów – tom poświęcony dynastii Stuartów (z podserii „Wielka Brytania”).
16. Srodzy Sasi – tom poświęcony Sasom (z podserii „Wielka Brytania”).
17. Dramatyczne wybryki Williama Szekspira – tom poświęcony Wiliamowi Szekspirowi (z podserii „Wielka Brytania”).
18. Krwawi władcy i wredne królowe – tom poświęcony brytyjskim królom i królowym (z podserii „Wielka Brytania”).
19. Krwawa Szkocja – tom poświęcony historii Szkocji (z podserii „Wielka Brytania”).
20. Krwawe rewolucje – tom poświęcony rewolucjom, rewoltom, buntom itp.
21. Frenetyczna Francja – tom poświęcony historii Francji.
22. USA – tom poświęcony historii Stanów Zjednoczonych.
23. Wredna wiktoriańska Anglia – tom poświęcony epoce wiktoriańskiej (z podserii „Wielka Brytania”).
24. Straszna I wojna światowa i totalnie straszna II wojna światowa – tom poświęcony I i II wojnie światowej.
25. XX wiek – tom poświęcony historii XX wieku, widzianej z perspektywy Anglików (z podserii „Wielka Brytania”)

### Pozycje specjalne
1. Księga zwariowanych różności – pierwszy tom specjalny, opisujący nie dany przedział czasowy tylko przedstawiający historie z wszystkich epok.
2. Dziennik okropności z przeszłości – drugi tom specjalny.
3. Paranoja panujących – tom poświęcony królom, cesarzom i dyktatorom.
4. Straszna historia świata – trzeci tom specjalny.
5. Historyczny Miszmasz – czwarty tom specjalny.
6. Okrutne Annały – piąty tom specjalny.
7. Skok na kryptę Tutenchamona – rozkładana krypta Tutenchamona

### Wydane tylko w Polsce
1. Ci sprytni Słowianie (wydane również m.in. w Czechach – Mazaní Slované, w Chorwacji – Lukavi Slaveni) – tom poświęcony Słowianom.
2. Pokrętni Piastowie – tom poświęcony dynastii Piastów.
3. Dynamiczna dynastia Jagiellonów – tom poświęcony dynastii Jagiellonów.
4. Sakramencki sarmatyzm – tom poświęcony epoce sarmatyzmu i demokracji szlacheckiej.
5. Atrakcyjni królowie elekcyjni – tom poświęcony epoce królów elekcyjnych, powstaniu kościuszkowskiemu i częściowo epoce rozbiorów.
6. Zagmatwane zabory – tom poświęcony epoce zaborom, emigracji i powstaniom (listopadowemu, styczniowemu i krakowskiemu).
7. Nieznośna niepodległość – tom poświęcony dwudziestoleciu międzywojennemu oczami Polaków, z rozdziałem specjalnym poświęconym Żydom polskim.

### Przewodniki
1. Rycerze – przewodnik
2. Piraci – przewodnik
3. Czarownice – przewodnik
4. Wojownicy – przewodnik